# لينكولن جان ماري
لينكولن جان ماري (بالإنجليزية: Lincoln Jean-Marie)‏ هو مغني بريطاني، ولد في 27 ديسمبر 1976.

## وصلات خارجية
- لينكولن جان ماري على موقع IMDb (الإنجليزية)
- لينكولن جان ماري على موقع ميوزك برينز (الإنجليزية)
- لينكولن جان ماري على موقع أول ميوزيك (الإنجليزية)
- لينكولن جان ماري على موقع ديسكوغز (الإنجليزية)